# Provinziallandtag der Provinz Preußen
Der Provinziallandtag der Provinz Preußen (auch Provinziallandtag der Stände des Königreichs Preußen) war der preußische Provinziallandtag für die Provinz Preußen. Mit der Aufteilung der Provinz in die Provinz Westpreußen und Provinz Ostpreußen wurden 1878 der Provinziallandtag der Provinz Westpreußen und der Provinziallandtag der Provinz Ostpreußen gebildet.

## Geschichte

### Bildung des Provinziallandtags
Die Provinz Preußen (auch: Königreich Preußen) war nach dem Wiener Kongress aus unterschiedlichen Teilen entstanden. Sie umfasste Ostpreußen, Westpreußen und Litauen. Preußen hatte sich in § 13 der Deutschen Bundesakte verpflichtet, eine landständige Verfassung zu erlassen. Es wurde jedoch kein allgemeiner Landtag eingesetzt, sondern es wurden auf Provinzebene Provinziallandtage geschaffen. Rechtsgrundlage war das Allgemeine Gesetz wegen Anordnung der Provinzialstände vom 5. Juni 1823. Für die Provinz Preußen erfolgte dies durch das Gesetz, wegen Anordnung der Provinzialstände für das Königreich Preußen vom 1. Juli 1823. Der so geschaffene Provinziallandtag bestand aus drei Ständen: der Ritterschaft, den Städten und den bäuerlichen Grundbesitzern.
|               | Ostpreußen | Westpreußen |
| Ritterschaft  | 30         | 15          |
| Städte        | 15         | 13          |
| Grundbesitzer | 15         | 07          |

Damit ergaben sich 95 Abgeordnete. Mit Verordnung vom 17. März 1828 wurde die genauere Verteilung geregelt. Danach stellten beispielsweise Danzig und Königsberg je 3, Memel und Tilsit je einen Abgeordneten.
Voraussetzung für die Wählbarkeit war in allen drei Kurien Grundbesitz, der zehn Jahre lang ununterbrochen im Besitz gewesen sein musste, die Mitgliedschaft in einer der christlichen Kirchen, die Vollendung des dreißigsten Lebensjahres und der unbescholtene Ruf. Das Wahlrecht im ersten Stand war an den Besitz eines Ritterguts, nicht jedoch an die Zugehörigkeit zum Adel geknüpft. Für die Abgeordneten der Städte war ein Wert des Grundbesitzes oder des Gewerbes von 8.000 oder 10.000 Talern (je nach Größe der Städte), für die Abgeordneten des Landes Grundbesitz Voraussetzung. Die Wahl erfolgte auf sechs Jahre. Alle drei Jahre schied die Hälfte des Landtags aus und wurde neu gewählt. Die Wiederwahl war zulässig. Es wurden auch Stellvertreter gewählt.
Die Abgeordneten der ersten Standes wurden auf den Kreistagen gewählt, die der Städte durch die Magistrate und die der Landbevölkerung über Wahlmänner.
Der Provinziallandtag trat nur auf Anweisung des Königs zusammen. Ein Recht, selbst über die Einberufung zu entscheiden, bestand nicht. Er tagte turnusmäßig alle zwei Jahre. Der Vorsitzende des Provinziallandtags, der Landtags-Marschall, wurde vom König ernannt. Der Provinziallandtag beschloss grundsätzlich gemeinsam mit allen Abgeordneten. Bei Angelegenheiten, die nur einzelne Kurien betrafen, entschieden nur die Abgeordneten dieser Kurien.
Der Provinziallandtag tagte abwechselnd in Danzig (ungerade Sitzungen) und Königsberg (gerade Sitzungen).

### Der Vereinigte Landtag und die Märzrevolution
Im Oktober 1842 wurde der Landtagsausschuss erstmals gemeinsam mit den ständischen Ausschüssen der anderen Provinzen zu einer „Versammlung der vereinigten ständischen Ausschüsse sämmtlicher Provinzen der Preußischen Monarchie“ berufen. Die Mitglieder des Provinziallandtags waren 1847 und 1848 zugleich Mitglieder des „Ersten bzw. Zweiten Vereinigten Landtags der Preußischen Monarchie“ nach der Verfassung vom 3. Februar 1847.
Nach der Märzrevolution wurde der Provinziallandtag durch die Kreis-, Bezirks- und Provinzialordnung vom 11. März 1850 aufgehoben. In der Reaktionsära erfolgte die Wiederherstellung vorläufig durch den Erlaß des königlich preußischen Ministeriums des Innern vom 28. Mai 1851, bestätigt durch den Allerhöchsten Erlaß vom 19. Juni 1852 und zuletzt durch das Gesetz über die Aufhebung der … Provinzial-Ordnung vom 11. März 1850  vom 24. Mai 1853

### Die Neuregelungen der Provinzialordnung von 1875
Mit der Provinzialordnung für die Provinzen Preußen, Brandenburg, Pommern, Schlesien und Sachsen vom 29. Juni 1875 wurde Wahl und Aufgabe des Provinziallandtag der Provinz Preußen völlig neu geregelt. Der Provinziallandtag bestand nun aus Abgeordneten der Land- und Stadtkreise der Provinz Preußen. Jeder Kreis wählte zwei Abgeordnete. Kreise mit mehr als 50.000 Einwohnern wählten drei Abgeordnete, bei größeren Kreisen kam für jede volle Zahl von weiteren 50.000 Einwohnern ein weiterer Abgeordneter hinzu. Die Abgeordneten der Landkreise wurden von den Kreistagen gewählt. Die Abgeordneten mussten weiterhin ein Mindestalter von 30 Jahren haben. Die Wahldauer betrug 6 Jahre. Die erste Wahl erfolgte 1875. Es wurden keine Stellvertreter gewählt, stattdessen kam es zu Ergänzungswahlen. Der Vorsitzenden des Provinziallandtages wurde nun von diesem selbst gewählt.
Für die erstmals nach diesem Wahlrecht gewählten Abgeordneten siehe Liste der Mitglieder des Provinziallandtags der Provinz Preußen (1876–1878).

## Persönlichkeiten

### Landtagskommissare
Landtagskommissare waren bis auf wenige Ausnahme die Oberpräsidenten.

### Landtagsmarschalle
- Wilhelm Graf zu Dohna-Schlobitten (7.–9. Landtag)
- Magnus von Brünneck (1847/48)
- Carl Friedrich zu Dohna-Lauck (1850–1861)

### Mitglieder
Für die Mitglieder siehe die Kategorie:Mitglied des Provinziallandtages der Provinz Preußen bzw.
Liste der Mitglieder des Provinziallandtags der Provinz Preußen (7. Sitzungsperiode).